# Gefecht am Bruderholz
Koordinaten: 47° 30′ 27,2″ N, 7° 35′ 41,4″ O; CH1903: 611768 / 261880
Triesen · Hard · Bruderholz · Hallau · Schwaderloh · Frastanz · Calven · Dornach
Das Gefecht am Bruderholz vom 22. März 1499 war eine kriegerische Auseinandersetzung zwischen Soldaten der Schweizerischen Eidgenossenschaft und dem Haus Habsburg-Österreich mit seinem massgeblichen Verbündeten, dem Schwäbischen Bund, während des Schwabenkrieges.

## Verlauf
Österreichische Reiter und Infanterie aus dem Elsass waren ins Solothurnische eingefallen und hatten einen Teil des Dorfes Dornach niedergebrannt. Mit Beute reich beladen trieben sie geraubte Viehherden vor sich her. Auf ihrem Rückzug ins Elsass passierten sie das Bruderholz, wo sie von einer Abteilung Solothurner, Berner und Luzerner, die gerade von einem Raubzug aus dem Elsass nach dem solothurnischen Schloss Dorneck zurückgekehrt waren, überrascht wurden. Die Eidgenossen – obwohl im Verhältnis 1:3 unterlegen – konnten den schwäbischen Truppen ihre Beute wieder abnehmen und sie in die Flucht schlagen.

## Erinnerung
Den eigentlichen Kampfplatz im Reinacher Wald markiert ein einfacher Gedenkstein, aber in Reinach am Fuss des Bruderholzes steht zusätzlich ein künstlerisch prachtvolles Denkmal mit Brunnen, das ebenfalls an das Gefecht am Bruderholz erinnert. 

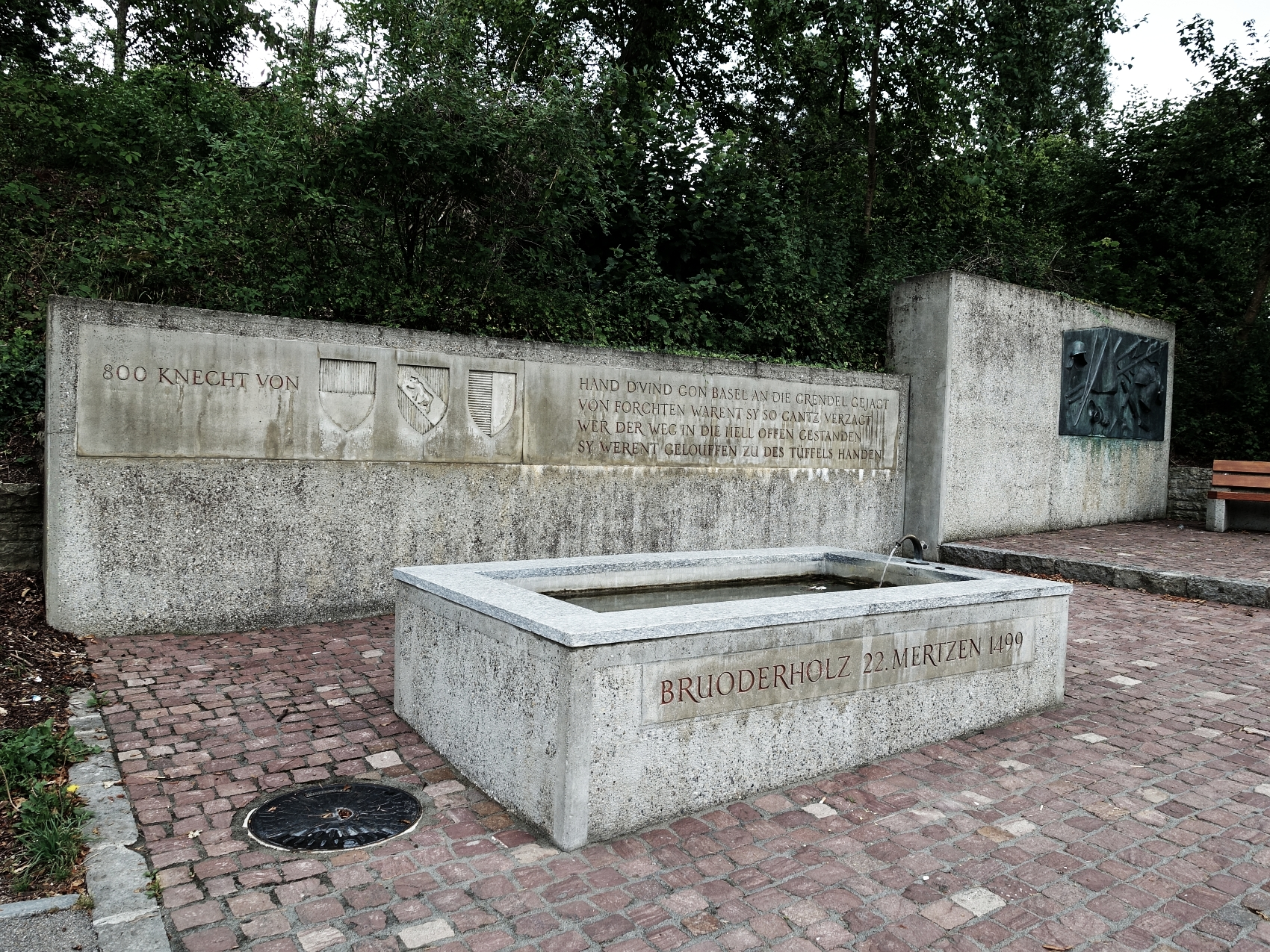
Bruderholz Denkmal von Louis Léon Weber, Reinach
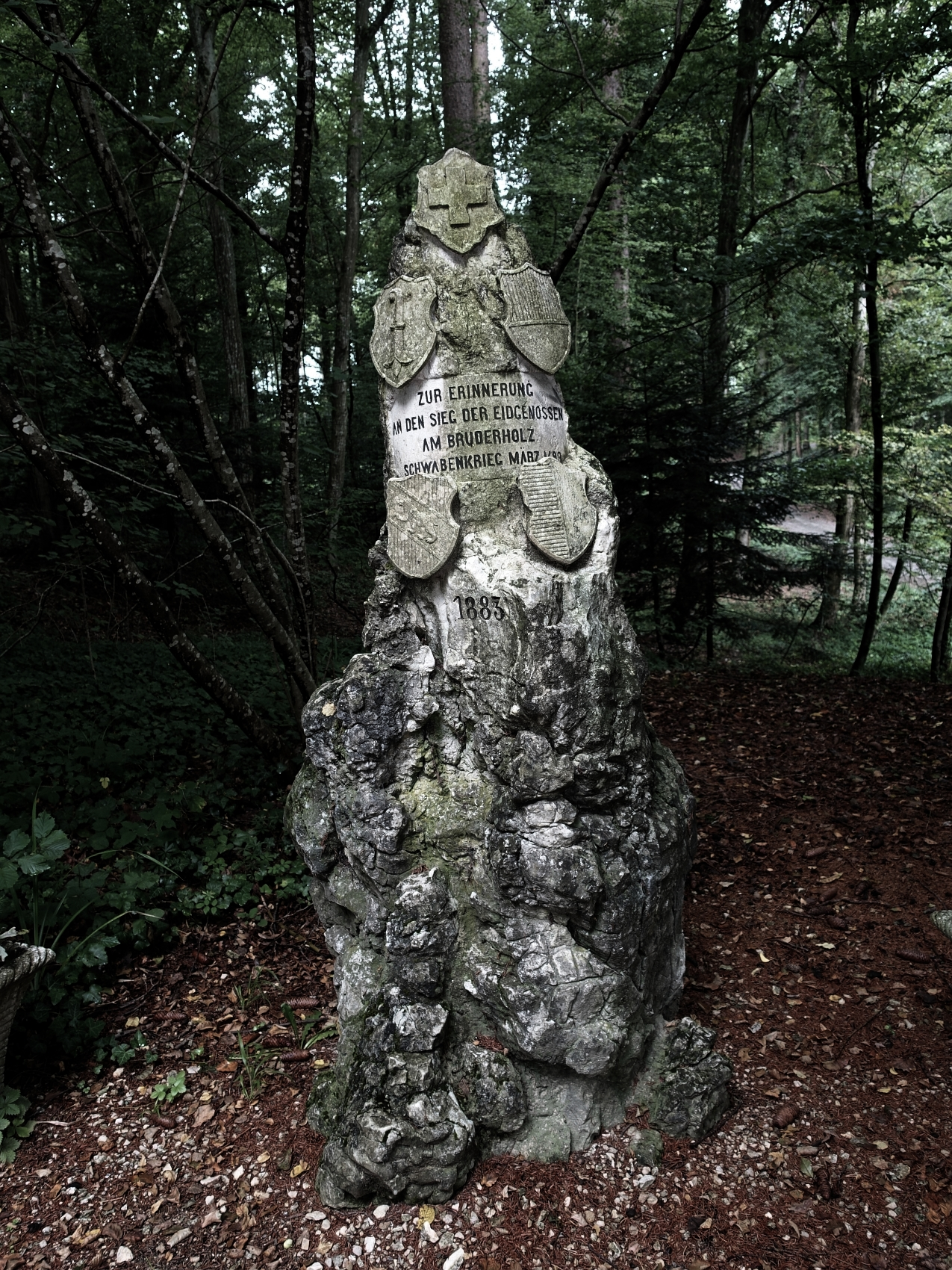
Bruderholz Denkmal, Reinacher Wald